# Kurt Eather
Kurt Eather, né le 19 avril 2003 à Gold Coast, est un coureur cycliste australien. Il est membre de l'équipe CCACHE x BODYWRAP. 

## Biographie
Kurt Eather est formé au Dubbo Cycle Club. Sur route, il devient champion d'Australie en 2017 chez les moins de 17 ans. Il remporte par ailleurs divers titres de champion d'Océanie et de champion national sur piste au niveau junior. Son frère cadet Dylan est lui aussi coureur cycliste,.
En 2024, il porte les couleurs de l'équipe continentale CCACHE x Par Küp, qui évolue sous licence australienne. Bon sprinteur, il s'impose sur la dernière étape du Tour du Gippsland. Il est également sacré champion d'Australie de la course à l'élimination. L'année suivante, il conserve son titre de champion national dans cette discipline. Il s'adjuge aussi une étape du Tour de Tasmanie. 

## Palmarès sur route
- 2017
  -  Champion d'Australie sur route U17
- 2024
  - 4e étape du Tour du Gippsland
- 2025
  - 1re étape du Tour de Tasmanie
  - 1re étape du Harbour City Grand Prix

## Palmarès sur piste

### Championnats d'Océanie
- 2019
  -  Champion d'Océanie de course aux points juniors
  -  Champion d'Océanie du scratch juniors

### Championnats nationaux
| - 2019 - Champion d'Australie de course aux points juniors - 3e du championnat d'Australie du scratch juniors - 3e du championnat d'Australie de l'américaine juniors - 2020 - 3e du championnat d'Australie de l'omnium - 2021 - 3e du championnat d'Australie de poursuite par équipes - 2022 - 3e du championnat d'Australie de l'américaine | - 2023 - 3e du championnat d'Australie de l'américaine - 2024 - Champion d'Australie de l'élimination - 2025 - Champion d'Australie de l'élimination - 2e du championnat d'Australie de poursuite par équipes - 3e du championnat d'Australie du scratch |  |